# Libellago balus
Libellago balus – gatunek ważki z rodziny Chlorocyphidae.